# マリア・バリージャ

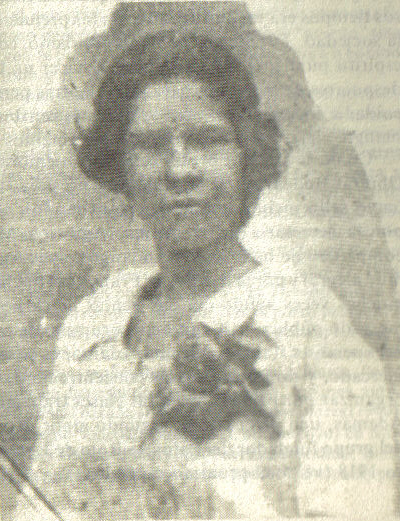
マリア・バリージャ

マリア・バリージャ（María Barilla、1887年 - 1940年）は、20世紀初頭にコロンビア・カリブ海沿岸地方で活動したダンサー兼フェミニズム活動家。

## 生い立ち
1887年、シエナガ・デ・オロ生まれ。本名はマリア・デ・ロス・アンヘレスで父は不明、母方の姓はタピアス。
幼い頃に母と2人の姉妹とともにコルドバ県（ただし当時はボリバル県の一部）に移り、モンテリア近郊の農場の家事使用人として働きはじめた少女は、シヌー川沿岸地方固有の音楽文化であるポロ、ファンダンゴに親しみ、その天性の優美さで踊り手としての才能を開花させていった。
16歳のときにペルシオ・バリージャという男性と知り合う。同人との交際は短い期間で終わったが、その際に陽気で響きがよいという理由で、姓を交際相手のバリージャに変更した。

## ポロのシンボル
その後、マリアがシヌー川沿岸地方、さらにはコロンビア・カリブ海沿岸地方の文化の象徴にまで登りつめていく過程はよくわかっていないが、20世紀初め頃、この地方で行われた守護聖人祭で盛んに演奏されたポロの楽曲の中に、マリアのダンスのために書かれた曲が既にあったことが記録されている。その名をタイトルにしたポロの楽曲“María Varilla”は現在、同ジャンルを代表する名曲にとどまらず、コルドバ県のシンボルともいえる地位を獲得している。

## その他の社会活動
生涯家事労働者であり非識字者であったマリアは、当時の女性差別と闘い続けた。彼女はモンテリアにおけるフェミニズム運動の先駆者のひとりとして記録されている。